# ゲルハルト・フォン・ラート
ゲルハルト・フォン・ラート（Gerhard von Rad, 1901年10月21日 - 1971年10月31日）は、ドイツを代表する神学者、聖書学者である。

## 経歴
1901年にニュルンベルクに生まれ。1930年にライプツィヒ大学の私講師となり、1934年からイェーナ大学の教授、1945年からゲッティンゲン大学の教授、1949年からハイデルベルク大学の教授を歴任した。

## 業績
1929年の研究が、「申命記」の背後に潜む伝承と、「申命記」が全体的に前提にしているところの歴史的状況についての考察を表して有名になった。1938年の『六書の様式批評学上の問題』で、六書（モーセ五書+ヨシュア記）の編集史研究における先駆者になった。イスラエルにおける叙事的歴史的記述の起源について、かなり説得性のある仮説を構築したことである。